# NatWest Group
NatWest Group plc ist eine britische Holdinggesellschaft mit Sitz in Edinburgh, Schottland. Die Gruppe betreibt eine breite Palette von Bankmarken, die verschiedene Bankdienstleistungen (darunter auch Private Banking und Investment Banking), Versicherungen und Unternehmensfinanzierung anbieten. Im Vereinigten Königreich sind die wichtigsten Tochtergesellschaften die National Westminster Bank, die Royal Bank of Scotland und Coutts.
Vor der Finanzkrise 2008 war die Gruppe kurzzeitig die größte Bank der Welt. Im Rahmen der Finanzkrise wurde die Bank verstaatlicht und musste mit Milliardensummen gerettet werden. Die britische Regierung behielt bis zum 28. März 2022 einen Mehrheitsanteil, der von UK Government Investments gehalten und verwaltet wird. Die Aktien der Holdinggesellschaft sind an der New York Stock Exchange und der London Stock Exchange gelistet.

## Geschichte
Die Tochtergesellschaft der heutigen Holding hat im Laufe ihrer Geschichte mehrere Namensänderungen und Fusionen erlebt und ihre Spuren lassen sich über mehrere Jahrhunderte zurückverfolgen. In den späten 1960er Jahren wurden die wirtschaftlichen Bedingungen für den Bankensektor immer schwieriger. Als Reaktion darauf fusionierte die National Commercial Bank of Scotland mit der Royal Bank of Scotland. Die Fusion führte zur Gründung einer neuen Holdinggesellschaft, der National and Commercial Banking Group, im Jahr 1968, die 1969 formalisiert wurde. Die Holdinggesellschaft wurde am 4. Juli 1979 in The Royal Bank of Scotland Group umbenannt.
Die National Westminster Bank entstand 1968 aus der Fusion der National Provincial Bank, der Westminster Bank und der District Bank. Im Jahr 2000 wurde die National Westminster Bank von der Royal Bank of Scotland (RBS) in einer der größten Bankenfusionen der Geschichte übernommen. Durch die Fusion entstand eine der größten Bankengruppen der Welt, die in über 50 Ländern tätig ist. Die Fusion war jedoch nicht ohne Herausforderungen, und die Gruppe geriet während der globalen Finanzkrise 2008 in erhebliche finanzielle Schwierigkeiten und musste von der britischen Regierung gerettet werden.
Am 14. Februar 2020 wurde bekannt gegeben, dass die Royal Bank of Scotland Group in NatWest Group umbenannt wird und damit die Marke übernimmt, unter der der Großteil der Geschäfte abgewickelt werden. Neben einer Neuausrichtung des Geschäfts galt auch das in der Finanzkrise erworbene negative Image der RBS als ein Grund für die Umbenennung. Die einzelnen Bankfilialen der Tochtergesellschaft waren von der Umbenennung der Holdinggesellschaft allerdings nicht betroffen.

## Marken
Zu den verschiedenen Marken der Holding gehörten:
- National Westminster Bank (NatWest)
- Royal Bank of Scotland (RBS)
- Ulster Bank
- Coutts
- Holt’s Military Banking
- Lombard
- RBS International